# Сухан Роман Сергійович
Роман Сергійович Сухан (нар. 17 серпня 1981 року) — український телеведучий, журналіст. Номінант премії «Телетріумф — 2011» у розділі «Найкращий репортер року». До 2022 року був ведучий програми «Прозоро: про головне» на телеканалі UA: Перший. Нині ведучий Суспільне Новини на Першому.

## Життєпис
Народився в селі Князівка Рівненської області. Навчався в Березнівському загальноосвітньому ліцеї. Згодом закінчив факультет інформатики Національного технічного університету України «Київський політехнічний інститут» у Києві, а також інститут журналістики Київського національного університету імені Тараса Шевченка.
Працював на «5 каналі» кореспондентом програми «Час новин» та журналістом програми «Час підсумки», за яку у 2011 році отримав номінацію «Найкращий репортер» у межах професійної премії «Телетріумф» за матеріал про теракт у Мінську. У 2012 році розпочав роботу спеціальним кореспондентом телеканалу «Україна». Через три роки повернувся на «5 канал» як ведучий щоденного марафону «Україна понад усе».
Працював продюсером новин у київському офісі британської корпорації BBC та брав участь у проєкті журналістських розслідувань у празькому офісі «Радіо Свобода».
В жовтні 2019 року почав працювати в команді суспільного мовника редактором програми «Тема дня». Паралельно був ведучим «Новин» та спеціальних проєктів. З березня 2020 року був ведучим програми «Суспільна студія», а з вересня 2021 року був ведучим – «Прозоро: про головне» на телеканалі UA: Перший. Нині ведучий Суспільне Новини на Першому.

## Освіта
- В 2004 році закінчив факультет інформатики Київського національного університету імені Ігоря Сікорського. Інженер з комп'ютерних систем[5].
- В 2008 році отримав звання «магістр» в журналістиці після закінчення Інституту журналістики КНУ імені Тараса Шевченка.

Окрім університетського навчання в 2014 році пройшов тренінг британського BBC Academy. Також прослухав курс лекцій на тему: «Політика безпеки Європейської спільноти», «Громадська думка, дослідження та прийняття політичних рішень» під час Європейського форуму Альпбах (Австрія).

## Професійна діяльність

### Робота на телебаченні
- З лютого 2005 року протягом семи наступних років обіймав посаду кореспондента відділу новин ТОВ «5 канал» в програмі «Підсумки тижня».
- В 2012—2014 роках працював репортером в програмі «События» на телеканалі «Україна».
- З лютого 2015 року по вересень працював ведучим новин на «5 каналі». Зокрема, вів щоденний марафон «Україна понад усе».
- З березня 2016 року працював ведучим прямих ефірів на телеканалі «RTI». Ведучий щоденної прямоефірної програми «Подія в діях».
- З грудня 2017 року обіймав посаду продюсера новин в українській редакції Британської телерадіокомпанії BBC.
- З жовтня 2019 став редактором програми «Тема дня», з квітня 2020 - ведучим марафону «Суспільна студія»,  а з вересня 2021-го щоденної дискусійної студії «Прозоро: про головне[4]» на телеканалі UA: Перший.
- З червня 2022 року став ведучим підсумкового випуску "Суспільне Новини" на Суспільному.

### Вторгнення Росії в Україну 2022 року
Під час окупації Київщини у березні 2022 року Роман Сухан будучи ведучим каналу UA:Перший став кореспондентом одразу для двох медіа - “Суспільного” та американського телеканалу “Настоящее время” і щодня фільмував на телефон події у Києві та Київській області.  
Як розповів Роман виданню Детектор медіа, під час зйомок біля Ірпінського мосту, він та оператор Іван Любиш-Кірдей потрапили під мінометний обстріл. За 20 метрів від них прилетів снаряд і залишив вирву. Дорогою до мосту журналісти стали свідками вбивства цивільних - матері з двома дітьми підліткового віку та ще одного підлітка. Жінка ще рухалася, волонтери мали надію її врятувати, але згодом вона загинула. 
Сухан одним з перших потрапив до звільнених Ірпеня, Бучі та Бородянки. У супроводі поліцейських працював на околицях Гостомеля у перші дні окупації. Передавав повідомлення людей з окупованих територій на прес-конференції Президенту Зеленському. 
Нагороджений грамотою та нагрудною відзнакою Верховної Ради України.